# Halowe Mistrzostwa Europy w Lekkoatletyce 2019 – bieg na 60 m przez płotki kobiet
Bieg na 60 metrów przez płotki kobiet – jedna z konkurencji biegowych rozgrywanych podczas halowych lekkoatletycznych mistrzostw Europy w hali Emirates Arena w Glasgow.

## Terminarz
| Data    | Godzina |            |
| ------- | ------- | ---------- |
| 2 marca | 12:35   | Eliminacje |
| 2 marca | 11:25   | Półfinały  |
| 2 marca | 18:25   | Finał      |

## Statystyka

### Rekordy
Tabela prezentuje halowy rekord świata, rekord Europy w hali, rekord halowych mistrzostw Europy, a także najlepsze osiągnięcia w hali w Europie i na świecie w sezonie 2019 przed rozpoczęciem mistrzostw.
|                                               | Zawodniczka         | Wynik | Miejsce   | Data                |
| --------------------------------------------- | ------------------- | ----- | --------- | ------------------- |
| Rekord świata                                 | Susanna Kallur      | 7,68  | Karlsruhe | 10 lutego 2008(dts) |
| Rekord Europy                                 | Susanna Kallur      | 7,68  | Karlsruhe | 10 lutego 2008(dts) |
| Rekord mistrzostw Europy                      | Ludmiła Narożylenko | 7,74  | Glasgow   | 4 marca 1990(dts)   |
| Najlepszy wynik na świecie w 2019 roku (hala) | Sharika Nelvis      | 7,85  | Nowy Jork | 24 lutego 2019(dts) |
| Najlepszy wynik w Europie w 2019 roku (hala)  | Pamela Dutkiewicz   | 7,89  | Berlin    | 1 lutego 2019(dts)  |

### Najlepsze wyniki w Europie
Poniższa tabela przedstawia 10 najlepszych rezultatów na Starym Kontynencie w sezonie 2019 przed rozpoczęciem mistrzostw.

W zestawieniu nie ujęto rosyjskich lekkoatletów zawieszonych z powodu afery dopingowej.
| Pozycja | Zawodniczka        | Reprezentacja | Wynik | Data                | Miejsce   |
| ------- | ------------------ | ------------- | ----- | ------------------- | --------- |
| 1.      | Pamela Dutkiewicz  | Niemcy        | 7,89  | 1 lutego(dts) br    | Berlin    |
| 2.      | Cindy Roleder      | Niemcy        | 7,91  | 1 lutego(dts) br    | Berlin    |
| 3.      | Klaudia Siciarz    | Polska        | 7,95  | 16 lutego(dts) br   | Toruń     |
| 4.      | Nadine Visser      | Holandia      | 7,96  | 9 lutego(dts) br    | Gandawa   |
| 4.      | Alina Tałaj        | Białoruś      | 7,96  | 17 lutego(dts) br   | Gandawa   |
| 6.      | Elwira Hierman     | Białoruś      | 7,97  | 29 stycznia(dts) br | Mohylew   |
| 6.      | Nooralotta Neziri  | Finlandia     | 7,97  | 17 lutego(dts) br   | Kuopio    |
| 6.      | Reetta Hurske      | Finlandia     | 7,97  | 17 lutego(dts) br   | Kuopio    |
| 9.      | Sacha Alessandrini | Francja       | 8,02  | 17 lutego(dts) br   | Miramas   |
| 9.      | Gréta Kerekes      | Węgry         | 8,02  | 17 lutego(dts) br   | Budapeszt |

Pogrubioną czcionką oznaczono zawodniczki, które wystartowały na mistrzostwach.

## Rezultaty

### Eliminacje
Rozegrano 4 biegi eliminacyjne, do których przystąpiło 28 biegaczek. Awans do półfinału dawało zajęcie jednego z pierwszych trzech miejsc w swoim biegu (Q). Skład półfinałów uzupełniły cztery zawodniczki z najlepszymi czasami wśród przegranych (q).
Opracowano na podstawie materiału źródłowego.
| Poz. | Bieg | Tor | Zawodniczka          | Reprezentacja                      | Czas  | Uwagi |
| ---- | ---- | --- | -------------------- | ---------------------------------- | ----- | ----- |
| 1.   | 4    | 3   | Nadine Visser        | Holandia                           | 7,99  | Q     |
| 2.   | 3    | 8   | Solène Ndama         | Francja                            | 8,04  | Q     |
| 3.   | 2    | 7   | Cindy Roleder        | Niemcy                             | 8,04  | Q}    |
| 4.   | 4    | 2   | Reetta Hurske        | Finlandia                          | 8,06  | Q     |
| 5.   | 3    | 2   | Nooralotta Neziri    | Finlandia                          | 8,07  | Q     |
| 6.   | 3    | 7   | Luca Kozák           | Węgry                              | 8,08  | Q     |
| 7.   | 2    | 2   | Gréta Kerekes        | Węgry                              | 8,09  | 'Q    |
| 8.   | 2    | 4   | Andrea Ivančević     | Chorwacja                          | 8,10  | Q     |
| 9.   | 4    | 8   | Marija Aglicka       | Autoryzowani lekkoatleci neutralni | 8,11  | Q     |
| 10.  | 1    | 3   | Elwira Hierman       | Białoruś                           | 8,11  | Q     |
| 11.  | 3    | 4   | Alina Tałaj          | Białoruś                           | 53,03 | q     |
| 12.  | 1    | 5   | Klaudia Siciarz      | Polska                             | 8,13  | Q     |
| 13.  | 2    | 6   | Hanna Płoticyna      | Ukraina                            | 8,15  | q     |
| 14.  | 1    | 4   | Luminosa Bogliolo    | Włochy                             | 8,15  | Q     |
| 15.  | 1    | 8   | Matilda Bogdanoff    | Finlandia                          | 8,20  | q     |
| 16.  | 3    | 3   | Ivana Lončarek       | Chorwacja                          | 8,21  | q     |
| 17.  | 4    | 5   | Hanna Chubkowcowa    | Ukraina                            | 8,22  |       |
| 18.  | 3    | 6   | Stanislava Lajčáková | Słowacja                           | 8,28  |       |
| 19.  | 1    | 2   | Sacha Alessandrini   | Francja                            | 8,28  |       |
| 20.  | 2    | 3   | Awa Sene             | Francja                            | 8,30  |       |
| 21.  | 3    | 5   | Tilde Johansson      | Szwecja                            | 8,31  |       |
| 22.  | 4    | 6   | Rusłana Raszkowan    | Białoruś                           | 8,35  |       |
| 23.  | 4    | 7   | Karolina Kołeczek    | Polska                             | 8,37  |       |
| 24.  | 1    | 7   | Natalija Ruczkiwska  | Ukraina                            | 8,38  |       |
| 25.  | 4    | 7   | Caridad Jerez        | Hiszpania                          | 8,38  |       |
| 26.  | 1    | 6   | Olimpia Barbosa      | Portugalia                         | 8,40  |       |
| 27.  | 2    | 8   | Stephanie Bendrat    | Austria                            | 8,42  |       |
| 28.  | 2    | 5   | Sevval Ayaz          | Turcja                             | 8,46' |       |

### Półfinały
Rozegrano 2 biegi półfinałowe, w których wystartowało 16 biegaczek. Awans do finału dawało zajęcie jednego z trzech pierwszych miejsc w swoim biegu (Q). Skład finał uzupełniły dwie zawodniczki z najlepszymi czasami wśród przegranych (q).
Opracowano na podstawie materiału źródłowego.
| Poz. | Bieg | Tor | Zawodniczka       | Reprezentacja                      | Czas | Uwagi |
| ---- | ---- | --- | ----------------- | ---------------------------------- | ---- | ----- |
| 1.   | 1    | 8   | Luca Kozák        | Węgry                              | 7,97 | Q,    |
| 2.   | 1    | 3   | Nadine Visser     | Holandia                           | 7,99 | Q     |
| 3.   | 2    | 5   | Cindy Roleder     | Niemcy                             | 8,02 | Q     |
| 4.   | 2    | 6   | Elwira Hierman    | Białoruś                           | 8,03 | Q     |
| 5.   | 1    | 4   | Nooralotta Neziri | Finlandia                          | 8,04 | Q     |
| 6.   | 2    | 7   | Gréta Kerekes     | Węgry                              | 8,05 | Q     |
| 7.   | 1    | 6   | Reetta Hurske     | Finlandia                          | 8,07 | q     |
| 8.   | 2    | 7   | Andrea Ivančević  | Chorwacja                          | 8,07 | q     |
| 9.   | 2    | 4   | Solène Ndama      | Francja                            | 8,09 |       |
| 10.  | 1    | 7   | Luminosa Bogliolo | Włochy                             | 8,11 |       |
| 11.  | 2    | 2   | Hanna Płoticyna   | Ukraina                            | 8,11 |       |
| 12.  | 2    | 1   | Matilda Bogdanoff | Finlandia                          | 8,12 |       |
| 13.  | 1    | 5   | Klaudia Siciarz   | Polska                             | 8,14 |       |
| 14.  | 2    | 8   | Marija Aglicka    | Autoryzowani lekkoatleci neutralni | 8,14 |       |
| 15.  | 1    | 1   | Alina Tałaj       | Białoruś                           | 8,15 |       |
| 16.  | 1    | 2   | Ivana Lončarek    | Chorwacja                          | 8,27 |       |

### Finał
Opracowano na podstawie materiału źródłowego.
| Poz. | Tor | Zawodniczka       | Reprezentacja | Czas | Uwagi |
| ---- | --- | ----------------- | ------------- | ---- | ----- |
| 01 ! | 5   | Nadine Visser     | Holandia      | 7,87 | EL    |
| 02 ! | 6   | Cindy Roleder     | Niemcy        | 7,97 |       |
| 03 ! | 4   | Elwira Hierman    | Białoruś      | 8,00 |       |
| 4.   | 2   | Reetta Hurske     | Finlandia     | 8,02 |       |
| 5.   | 7   | Gréta Kerekes     | Węgry         | 8,03 |       |
| 6.   | 8   | Nooralotta Neziri | Finlandia     | 8,09 |       |
| 7.   | 1   | Andrea Ivančević  | Chorwacja     | 8,14 |       |
| –    | 3   | Luca Kozák        | Węgry         | DNS  |       |